# Mallota eristaliformis
Mallota eristaliformis är en tvåvingeart som beskrevs av Sack 1910. Mallota eristaliformis ingår i släktet hålblomflugor, och familjen blomflugor. Inga underarter finns listade i Catalogue of Life.